# 1992 في إيران
فيما يلي قوائم الأحداث التي وقعت خلال عام 1992 في إيران.

## سياسة

### انتهاء فترة المنصب
- 28 مايو – صادق خلخالي عضو مجلس الشورى الإسلامي.

## ظهور
- 1 يناير – زنان

## مواليد

### يناير
- 20 يناير – محمد رضا خان زاده لاعب كرة قدم إيراني.[1]

### أبريل
- 5 أبريل – كاوه رضائي لاعب كرة قدم إيراني.[2]
- 19 أبريل – مرتضى بورعليغنجي لاعب كرة قدم إيراني.[3]
- 21 أبريل – أفشين إسماعيل زاده لاعب كرة قدم إيراني.[4]

### يوليو
- 18 يوليو – مهدي طارمي لاعب كرة قدم إيراني.[5]
- 24 يوليو – حسين جعفري

### أغسطس
- 16 أغسطس – مهدي شريفي لاعب كرة قدم إيراني.[6]
- 20 أغسطس – عزت الله أكبري مصارع هاوي إيراني.

### سبتمبر
- 22 سبتمبر – علي رضا بيرانوند لاعب كرة قدم إيراني.

### أكتوبر
- 1 أكتوبر – أميد عاليشاه لاعب كرة قدم إيراني.[7]

## وفيات

### أغسطس
- 3 أغسطس – محمود حسابي (مواليد 1903)
- 8 أغسطس – أبو القاسم الخوئي (مواليد 1899)[8]

### سبتمبر
- 17 سبتمبر – صادق شرفكندي (مواليد 1938) جندي إيراني.[9]

### نوفمبر
- 23 نوفمبر – برويز دهداري (مواليد 1933)